# Bukovany (Olomouci járás)
Bukovany település Csehországban, a Olomouci járásban. Bukovany Olomouc, Bystrovany és Velká Bystřice településekkel határos. Lakosainak száma 707 fő (2024. január 1.).

## Népesség
A település lakosságának változását az alábbi diagram mutatja:
| Lakosok száma | 368  | 440  | 437  | 370  | 354  | 413  | 664  | 676  | 650  | 707  |
|               | 1869 | 1890 | 1921 | 1950 | 1980 | 2001 | 2017 | 2019 | 2022 | 2024 |